# Charles de Bourbon (1476-1498)
Pour les articles homonymes, voir Charles de Bourbon.
 (février 2025).
Charles de Bourbon (1476-1498) est un comte de Clermont issu de la maison de Bourbon.
Il est le fils de Pierre II de Bourbon et d'Anne de France. Il descend donc de Louis IX à la fois par son père qui est un descendant agnatique de Robert de Clermont et par sa mère qui est la fille de Louis XI.
Il reçoit le titre de comte de Clermont dès sa naissance mais meurt avant son père et ne gouverne jamais ses terres.